# Maria Kisliak
Pour les articles homonymes, voir Kisliak.
Maria Timofeïevna Kisliak (en russe : Мария Тимофеевна Кисляк), née le 8 mars 1925 dans le village de Lednoïe (aujourd'hui dans la ville de Kharkiv), en RSS d'Ukraine, et morte le 18 juin 1943 au même endroit, est une résistante soviétique. Elle est exécutée par les Allemands durant la Seconde Guerre mondiale et distinguée par le titre de Héros de l'Union soviétique.

## Biographie
On sait peu de choses sur son enfance et adolescence. À la veille de la guerre, elle est diplômée de l'école de sages-femmes de Kharkov.

## Engagement militaire
Maria et son ami d'école, Fedor Roudenko, qui faisait partie avec elle des Komsomols, élaborent un plan pour assassiner des officiers allemands et se venger des cruautés infligées par les nazis à la population locale. Ce plan était d'utiliser la jeune Maria âgée de 18 ans et qui était très belle, pour se lier d'amitié avec un lieutenant allemand. Elle suggère qu'ils fassent une promenade dans la campagne, ce qu'il accepte tout naturellement. Hors du village, Fedor les attend et frappe le soldat à la tête avec une barre de fer.

### Arrestation
Maria est arrêtée le jour suivant et violemment battue pendant les interrogatoires. Faute de preuves, elle est relâchée.
Quelques mois plus tard, Maria et ses amis assassinent un autre officier de la même manière. Cette fois, les Allemands prennent 100 habitants comme otages et menacent de les exécuter si les coupables ne se livrent pas. Le jour suivant, Maria et ses amis se livrent à la Gestapo et avouent leur crime. Maria déclare qu'elle est le chef du groupe.

### Exécution
Le 18 juin 1943, Maria, Fedor Roudenko et leur camarade Vassili Bougrimenko, tous âgés de 19 ans, sont pendus en public à la branche d'un frêne.

## Honneurs posthumes
Pour le 20e anniversaire de la Victoire, le 8 mai 1965, le Présidium du Soviet suprême élève Maria Timofeïevna Kisliak à la dignité de Héros de l'Union soviétique.

### Sources
Voir les sites ci-dessus d'où ont été tirés les adaptations des textes et des traductions.